# Vincenzo Labini
Vincenzo Labini (Bitonto, 28 aprile 1735 – Mdina, 30 aprile 1807) è stato un arcivescovo cattolico italiano, titolare dell'Arcidiocesi di Malta dal 1780 al 1807.

## Biografia
Nato a Bitonto il 28 aprile 1735, di famiglia nobile, Labini fu ordinato chierico dell'Ordine teatino di San Giovanni in Laterano nel 1758, dall'allora patriarca di Alessandria Francesco Mattei. Dopo anni trascorsi insegnando diritto canonico e teologia nel seminario di Capua, nel 1780 fu nominato vescovo di Malta da Papa Pio VII, in sostituzione del dimissionario Giovanni Carmine Pellerano. Fu consacrato nella nuova carica il 25 giugno dello stesso anno dal cardinale Bernardino Giraud.
Il 3 marzo 1797 la diocesi di Malta venne elevata al rango di arcidiocesi, con la concessione al vescovo dell'isola del titolo aggiunto di arcivescovo di Rodi (sede al tempo titolare in quanto in partibus infidelium); Labini fu così il primo vescovo ad assommare le due cariche, unione durata fino al 1928 quanto l'arcidiocesi di Rodi tornò ad essere sede effettiva. Tale unione fu richiesta dall'Ordine di Malta che allora governava l'arcipelago maltese in ricordo del legame dell'Ordine con Rodi su cui aveva regnato per oltre due secoli.
Grande amico di Alfonso Maria de' Liguori, Labini si trovò a guidare la diocesi maltese in un periodo di notevoli sconvolgimenti politici (prima l'occupazione napoleonica nel 1798 e poi quella britannica nel 1800 che divenne possesso legale nel 1815), ed introdusse diverse riforme, fra cui il trasferimento della processione di San Gregorio a Zejtun dal 12 marzo al mercoledì successivo alla Pasqua; fu inoltre particolarmente operoso nella fondazione e nella consacrazione di diverse nuove chiese nelle isole maltesi, supervisionando e commissionando la costruzione di 29 fra edifici di culto e monasteri.
Labini ebbe un ruolo importante durante l'occupazione di Malta da parte delle truppe napoleoniche. Utilizzò infatti la sua abilità diplomatica per intrattenere rapporti cordiali con il generale Vaubois, luogotenente francese incaricato dell'occupazione dell'isola, e per assicurarsi che la Chiesa maltese fosse trattata con riguardo dagli invasori.
Fu l'ultimo vescovo straniero a reggere la diocesi maltese. Terminata l'occupazione francese, fu accusato dalla neo insediata reggenza inglese dell'isola di aver simpatizzato con l'invasore, ma riuscì ad evitare la deposizione.
Dopo aver guidato la diocesi sotto tre diversi governi civili (quello dei Cavalieri di Malta, quello francese e quello inglese), il 30 aprile 1807 Labini fu colto da un ictus e morì lo stesso giorno. È sepolto nella Cattedrale di San Paolo a Mdina.

## Genealogia episcopale
La genealogia episcopale è:
- Cardinale Scipione Rebiba
- Cardinale Giulio Antonio Santori
- Cardinale Girolamo Bernerio, O.P.
- Arcivescovo Galeazzo Sanvitale
- Cardinale Ludovico Ludovisi
- Cardinale Luigi Caetani
- Cardinale Ulderico Carpegna
- Cardinale Paluzzo Paluzzi Altieri degli Albertoni
- Papa Benedetto XIII
- Papa Benedetto XIV
- Papa Clemente XIII
- Cardinale Bernardino Giraud
- Arcivescovo Vincenzo Labini, O.S.Io.Hieros.